# Path of the Weakening
Path of the Weakening ist das dritte Album der Death-Metal-Band „Deeds of Flesh“. Es ist außerdem die erste Veröffentlichung von Erik Lindmarks und Jacoby Kingstons Musiklabel Unique Leader Records. 

## Hintergrund
Das Cover-Artwork wurde von Jon Zig erstellt. Die Band tauschte Brad Palmer gegen Gründungsmitglied Joey Heaslet aus, außerdem nahm die Band noch einen zweiten Gitarristen (Jim Tkacz) auf. Dadurch ist der Sound des Albums wesentlich dichter. Ferner wurden, im Gegensatz zum vorigen Album, die Gitarren noch weiter heruntergestimmt, was der Musik eine dunkle Stimmung verleiht. Das Album verkaufte sich rund 16.000 mal und ist nach Crown of Souls das erfolgreichste Album der Band.

## Textinhalt
Ähnlich wie das Vorgängeralbum, ist auch Path of the Weakening ein Konzeptalbum über einen historischen Fall von Kannibalismus. Die sogenannte Donner Party, ein Treck von zum größten Teil deutschstämmigen Siedlern war auf dem Weg durch die Sierra Nevada, wo sie vom Wintereinbruch überrascht wurden. Wochenlang mussten die Menschen hungern und konnten zum Teil nur durch Kannibalismus überleben.

## Titelliste
1. Indigenous to the Appalling (Mutinous Human)
2. Lustmord
3. Path of the Weakening
4. Summarily Killed
5. Sounds of Loud Reigns
6. Execute the Anthropophagi
7. I Die On My Own Terms
8. Sense of the Diabolic
9. A Violent God[1]